# Арсенид неодима
Арсенид неодима — бинарное неорганическое соединение
неодима и мышьяка
с формулой NdAs,
кристаллы.

## Получение
- Сплавление стехиометрических количеств чистых веществ:

{\displaystyle {\mathsf {Nd+As\ {\xrightarrow {2220^{o}C}}\ NdAs}}}

## Физические свойства
Арсенид неодима образует кристаллы
кубической сингонии,
пространственная группа F m3m,
параметры ячейки a = 0,5984 нм, Z = 4.